# Плоский золотистый усач
Уса́ч пло́ский золоти́стый (лат. Callidium aeneum) — вид жуков-усачей из подсемейства настоящих усачей. Распространён в Европе, России, на Кавказе, в Закавказье, Монголии, Китае, Северной Корее и Японии. Взрослые насекомые появляются в первой половине июня и встречаются до конца июля. Ведут скрытый образ жизни, населяя различные леса, в которых произрастают кормовые деревья личинок.

## Описание жуков
Общая длина взрослых насекомых 9—15 мм. Тело светло или тёмно-бурое, сверху металлически-зелёное, бронзовое, надкрылья блестящие, окраска изменчива (см. Изменчивость). Представители данного вида характеризуются следующими внешними признаками:
- надкрылья — расширенные, поперечно-грубоморщинистые, с заметными продольными рёбрышками; в задней половине как бы распластанные;
- переднеспинка — поперечная, на боках закруглённая, к вершине менее, к основанию значительно более суженная; на диске слабовыпуклая;
- бёдра — почти от основания к вершине расширенные, достаточно сплющенные.

### Изменчивость
Внутри вида выделяют два типичных подвида, морфу и вариететы, которые различаются между собой скульптурой, формой и окраской тела и придатков.
Жуки типичной формы номинативного подвида имеют надкрылья и переднеспинку бронзового, зелёно-бронзового или тех или иных зелёных или зеленоватых тонов. Иногда переднеспинка зелёная при бронзовых надкрыльях. Нередко имеется более крупно скульптированная срединная полоса на диске переднеспинки у самцов, которая окрашена в более яркие тона, чем стороны диска. Иногда бронзовая переднеспинка при зелёных надкрыльях.
В Сибири иногда встречаются жуки с тёмно-фиолетовыми надкрыльями, голова и переднеспинка тёмно-синие или сине-фиолетовые. Иногда бывает синий отлив на основании надкрылий. Жуки с такой окраской очевидно являются морфой C. a. m. lilacinum.
В горах в Майкопском регионе на северо-западном Кавказе встречаются особи особой формы, резко отличающиеся от европейских сильно вытянутыми надкрыльями; у подвида C. a. longipenne. У представителей номинативного подвида надкрылья в 2,25—2,3, реже 2,5 раза длиннее своей общей ширины на основании и в 4—4,5, реже в 5 раз длиннее переднеспинки, тогда как у представителей кавказского подвида надкрылья в 2,6—2,75 раза длиннее свой общей шины на основании и в 5,25—5,5, очень редко в 5 раз длиннее переднеспинки.
У вариетета, описанного в Сирии C. a. var. syriacum Pic, жуки характеризуются более короткими усиками и более мелкой пунктировкой надкрылий. Но данная форма встречается также и на Кавказе (в Грузии) и Европейской части России.

## Описание преимагинальных стадий
Яйцо (длиной 1,6—1,8 мм, поперечник 0,6 мм) белое, матовое, умеренно вытянутое, на одном полюсе широко, на другом заметно уже, закруглённое. Хорион в мелкой скульптуре, видимой при большом увеличении.
Личинка от остальных видов своего рода отличается наличием шипиков на переднем крае гипостомальных склеритов. Длина тела личинок старшего возраста 18—20 мм.
Куколки данного вида от куколок Callidium violaceum отличаются отсутствием у первых шипиков на дорсальной стороне тела. Длина тела 10 мм.

## Развитие
Жуки прилетают на сухие кормовые деревья личинок, на которых жуки спариваются. Затем через некоторое время самки начинают откладывать яйца в щели коры. Нередко личинки заселяют поваленные ветрами деревья.
Личинки живут под корой, где прокладывают извилистые обычно продольные, реже поперечные ходы, которые отпечатываются на заболони. Личинки старшего возраста вбуравливаются в древесину, в которой создают продольную стволу колыбельку. Колыбелька отгорожена от входного отверстия пробкой из буровой муки. В колыбельке личинки окукливаются головой в сторону к пробке.

## Экология
Личинки заселяют различные хвойные и широколиственные деревья. В тёплой и умеренной полосе отдают предпочтение дубам, на юге — дубам и букам, на севере — хвойным. Населяют леса различных типов, встречаются в горных местностях на высоте до 2000 метров над уровнем моря.